# Hekaton (Bildhauer)
Hekaton (altgriechisch Ἑκάτων) war ein griechischer Bildhauer, der um 50–70 n. Chr. tätig war.
Hekaton war der Sohn eines Hekaton aus Krayssos in Karien. Er ist nur durch seine Signatur auf einer Statuenbasis bekannt, die in Lindos gefunden wurde.